# Schweizer Cup (Fussball, Männer) 2025/26
Der 101. Schweizer Cup wurde in den Jahren 2025 und 2026 ausgetragen.

## Modus
Es wurden sechs Runden (1/32-, 1/16-, 1/8-, 1/4- und 1/2-Final, Final) im KO-Modus gespielt.
Zwölf Vereine aus der Super League und die neun Schweizer Mannschaften der Challenge League waren direkt für den Schweizer Cup qualifiziert. Zudem qualifizierten sich in Vorqualifikationen und Regionalausscheidungen 42 Vereine aus der Promotion League, der 1. Liga Classic, der 2. Liga interregional und aus Amateurligen. Der letzte Platz ging an den Suva-Fairplay-Trophy-Sieger.
Aus dem Fürstentum Liechtenstein nahmen keine Clubs teil. Sie nehmen zwar am Schweizer Meisterschaftsbetrieb teil, haben aber mit dem Liechtensteiner Cup einen eigenen Clubwettbewerb.
Der Schweizer Cup wird im K.-o.-System ausgetragen. In der Regel wird jede Runde innert drei Tagen ausgetragen.
- 1. Runde (15., 16. und 17. August 2025): 64 Teams, die Sieger sind für die 2. Runde qualifiziert.
- 2. Runde (19., 20. und 21. September 2025): 32 Teams, die Sieger sind für die Achtelfinals qualifiziert.
- Achtelfinals (2., 3. und 4. Dezember 2025): 16 Teams, die Sieger sind für die Viertelfinals qualifiziert.
- Viertelfinals (3., 4. und 5. Februar 2026): 8 Teams, die Sieger sind für die Halbfinals qualifiziert.
- Halbfinals (18. und 19. April 2026): 4 Teams, die Sieger qualifizieren sich für den Final.
- Final (tbd 2025) im Stadion Wankdorf in Bern: Der Sieger gewinnt den 101. Schweizer Cup.

Im Schweizer Cup haben jeweils die unterklassigen Mannschaften Heimrecht. Wenn zwei Mannschaften aus der gleichen Liga aufeinandertreffen, entscheidet das Los. In der ersten Runde können keine Clubs aus den oberen zwei Spielklassen (Super League und Challenge League) aufeinandertreffen, in der zweiten Runde keine Mannschaften aus der Super League. Der Final findet voraussichtlich im Wankdorfstadion in Bern statt, unabhängig davon, welche Mannschaften beteiligt sind.

## Teilnehmende Mannschaften
Die Auslosung zur ersten Runde fand am 30. Juni 2025 statt.
| Super League die 12 Vereine der Saison 2024/25 | Challenge League 9 Vereine der Saison 2024/25 | Promotion League 7 Vereine der Saison 2024/25                                                                                             | 1. Liga 10 Vereine der Saison 2024/25 | 2. Liga interregional 9 Vereine der Saison 2024/25 | tiefere Spielklassen 17 Vereine der Saison 2024/25 |
| FC Basel (BS) Grasshopper Zürich (ZH) FC Lausanne-Sport (VD) FC Lugano (TI) FC Luzern (LU) Servette FC (GE) FC Stade Lausanne-Ouchy (VD) FC St. Gallen (SG) FC Winterthur (ZH) BSC Young Boys (BE) Yverdon-Sport FC (VD) FC Zürich (ZH) | FC Aarau (AG) FC Baden (AG) AC Bellinzona (TI) Neuchâtel Xamax (NE) FC Schaffhausen (SH) FC Sion (VS) Stade Nyonnais (VD) FC Thun (BE) FC Wil (SG) | FC Biel-Bienne (BE) SR Delémont (JU) Étoile Carouge (GE) SC Kriens (LU) FC Paradiso (TI) FC Rapperswil-Jona (SG) SC Brühl St. Gallen (SG) | FC Echallens (VD) FC Langenthal (BE) FC Mendrisio (TI) FC Monthey (VS) FC Solothurn (SO) AC Taverne (TI) FC Tuggen (SZ) FC Vevey-Sports (VD) FC Wettswil-Bonstetten (ZH) SC YF Juventus Zürich (ZH) | FC Altstätten 1 (SG) FC Prishtina Bern (BE) Signal FC Bernex-Confignon (GE) Chur 97 1 (GR) SC Emmen (LU) FC Gambarogno-Contone (TI) Lancy FC (GE) KF Dardania St. Gallen (SG) FC Zug 94 (ZG) | 2. Liga regional FC Aemme 1 (BE) FC Champel 1 (GE) FC Genolier-Begnins 1 (VD) FC Haute-Ajoie 1 (JU) FC Dardania Lausanne (VD) FC Le Communal Sport Le Locle 1 (NE) FC Malcantone 1 (TI) FC Printse-Nendaz 1 (VS) FC Regensdorf 1 (ZH) FC Schattdorf 1 (UR) FC Besa St. Gallen 1 (SG) FC Subingen 1 (SO) FC Suhr 1 (AG) FC Ursy 1 (FR) Zürich City SC (ZH) 3. Liga SC Schwyz 2 (SZ) FC Wallbach-Zeiningen 1 (AG) |

## 1. Runde
| Datum                      |                                      | Ergebnis                         |                               |
| -------------------------- | ------------------------------------ | -------------------------------- | ----------------------------- |
| 15. August 2025, 17.00 Uhr | FC Perlen-Buchrain (2. int.)         | 0:3 (0:3)                        | FC Luzern (SL)                |
| 15. August 2025, 19.30 Uhr | FC Volketswil (3.)                   | 0:8 (0:5)                        | FC Rapperswil-Jona (ChL)      |
| 15. August 2025, 20.00 Uhr | FC Wettswil-Bonstetten (1.)          | 0:2 (0:1)                        | FC Zürich (SL)                |
| 15. August 2025, 20.00 Uhr | FC Ajoie-Monterri (2. int.)          | 0:2 (0:2)                        | FC Sion (SL)                  |
| 16. August 2025, 16.00 Uhr | FC Walenstadt (3.)                   | 0:13 (0:5)                       | FC St. Gallen (SL)            |
| 16. August 2025, 16.00 Uhr | FC Romanshorn (2.)                   | 2:4 (0:0)                        | FC Altstätten (2. int.)       |
| 16. August 2025, 17.00 Uhr | FC La Sarraz-Eclépens (2.)           | 1:4 (0:2)                        | FC du Grand-Saconnex (PL)     |
| 16. August 2025, 17.00 Uhr | FC Lommiswil (2.)                    | 1:4 n. V. (1:1, 0:1)             | FC Prishtina Bern 1990 (1.)   |
| 16. August 2025, 17.00 Uhr | FC Stade-Payerne (1.)                | 1:3 (0:0)                        | Yverdon Sport FC (PL)         |
| 16. August 2025, 17.30 Uhr | SC Kriens (PL)                       | 2:3 n. V. (1:1, 1:0)             | FC Wil (ChL)                  |
| 16. August 2025, 18.00 Uhr | FC Zug 94 (1.)                       | 0:0 n. V. (0:0, 0:0) (5:4 i. E.) | FC Mendrisio (1.)             |
| 16. August 2025, 18.00 Uhr | FC Veyrier Sports (2.)               | 0:2 (0:0)                        | FC Stade Lausanne-Ouchy (ChL) |
| 16. August 2025, 18.00 Uhr | FC Härkingen (2. int.)               | 2:3 n. V. (2:2, 0:0)             | FC Schaffhausen (ChL)         |
| 16. August 2025, 18.00 Uhr | FC Morbio (2.)                       | 2:1 (1:0)                        | FC Gossau (2. int.)           |
| 16. August 2025, 18.00 Uhr | FC Le Communal Sport Le Locle (2.)   | 2:1 (1:1)                        | FC Saxon Sports (2.)          |
| 16. August 2025, 18.00 Uhr | FC Vernier (2. int.)                 | 0:1 n. V. (1:1)                  | FC Echallens Région (1.)      |
| 16. August 2025, 18.00 Uhr | Signal FC Bernex-Confignon (2. int.) | 0:3 n. V.(0:0, 0:0)              | Etoile Carouge (ChL)          |
| 16. August 2025, 18.00 Uhr | SV Schaffhausen (1.)                 | 0:5 (0:1)                        | FC Winterthur (SL)            |
| 16. August 2025, 18.00 Uhr | FC Diaspora (2.)                     | 2:3 (1:1)                        | Neuchâtel Xamax (ChL)         |
| 16. August 2025, 18.00 Uhr | FC Breitenbach (2.)                  | 0:5 (0:2)                        | FC Bosna Neuchâtel (2. int.)  |
| 16. August 2025, 18.00 Uhr | FC Unterstrass (2.)                  | 4:4 n. V. (2:2, 0:1) (4:2 i. E.) | FC Klingnau (2. int.)         |
| 16. August 2025, 18.00 Uhr | SC Nebikon (4.)                      | 0:4 (0:1)                        | AC Bellinzona (ChL)           |
| 16. August 2025, 19.30 Uhr | FC Wohlen (1.)                       | 1:3 (1:1)                        | FC Aarau (ChL)                |
| 16. August 2025, 20.30 Uhr | FC Biel-Bienne (2.)                  | 1:6 (0:4)                        | FC Basel (SL)                 |
| 17. August 2025, 13.00 Uhr | FC Azzurri Bienne (2.)               | 0:8 (0:3)                        | FC Concordia Basel (1.)       |
| 17. August 2025, 14.30 Uhr | SC Cham (PL)                         | 3:2 (1:1)                        | FC Lugano (SL)                |
| 17. August 2025, 15.00 Uhr | FC La Tour/Le Pâquier (2.)           | 0:4 (0:2)                        | FC Stade Nyonnais (ChL)       |
| 17. August 2025, 15.30 Uhr | FC Dardania Lausanne (2. int.)       | 0:5 (0:2)                        | Servette FC (SL)              |
| 17. August 2025, 15.30 Uhr | FC Vevey-Sports (PL)                 | 1:2 (0:2)                        | FC Lausanne-Sport (SL)        |
| 17. August 2025, 15.30 Uhr | FC Courtételle (1.)                  | 1:4 (0:1)                        | BSC Young Boys (SL)           |
| 17. August 2025, 15.30 Uhr | FC Breitenrain (PL)                  | 1:0 (0:0)                        | FC Thun (SL)                  |
| 17. August 2025, 16.00 Uhr | FC Lachen/Altendorf (2. int.)        | 0:2 (0:0)                        | Grasshopper Club Zürich (SL)  |